# Bradford College (Massachusetts)
Bradford College fue una universidad ubicada en Haverhill (Massachusetts). Cerró en el año 2000.

## Historia
Bradford comenzó a educar estudiantes universitarios en 1932, cuando abrió sus puertas como Bradford Junior College, una institución para mujeres. En 1971 se volvió mixto, hasta que cerró en el 2000.
A pesar de que se fundó como universidad en 1932, Bradford College le debe su origen a la Bradford Academy, la cual fue fundada en 1803 y, el Bradford College usa esa fecha en su escudo colegial.
Conocida en sus últimos años por proveer una experiencia colegial que "Se atreve a ser diferente".
Figuró en los años 1990 como uno de los campus más activos políticamente en los Estados Unidos.
- Datos: Q4954640
- Multimedia: Bradford College (United States) / Q4954640